# パソコン利用技術検定
パソコン利用技術検定（パソコンりようぎじゅつけんてい）とは、全国工業高等学校長協会が主催している、パソコンの利用技術をためす検定試験。工業高校生らが任意で受験できる資格の一つである。
すべての工業高等学校、商工高等学校がこれに加盟しているので、事実上すべての工業高校生が受験可能。筆記試験と実技試験があり、どちらとも70点以上が合格基準。

## 内容
- 3級　ワープロの知識
- 2級　表計算の知識
- 1級　データベースの知識

## 受験料
- 1級　1,200円
- 2級、3級  1,000円

過去問題集は以下の通り（主催団体のみで販売）
- 2級・3級 1,300円
- 1級 1,800円（別売りCD 500円）

## 特典
パソコン利用技術検定はライセンスとして認められる他、工業高校のジュニアマイスター顕彰制度のポイントに加算される。1級は12点、2級は4点、3級は2点。

## 補足
近年ではIT社会となっており、この検定は国家資格の初級システムアドミニストレータ試験の第2章などの対策にもなる為、多くの工業高校で団体受検などを実施している学科が多数ある。